# El Guamo

Localização do município de El Guamo no departamento de Bolívar

El Guamo é um município da Colômbia no departamento de Bolívar.